# Orțița, Maramureș
Orțița este un sat în comuna Oarța de Jos din județul Maramureș, Transilvania, România.

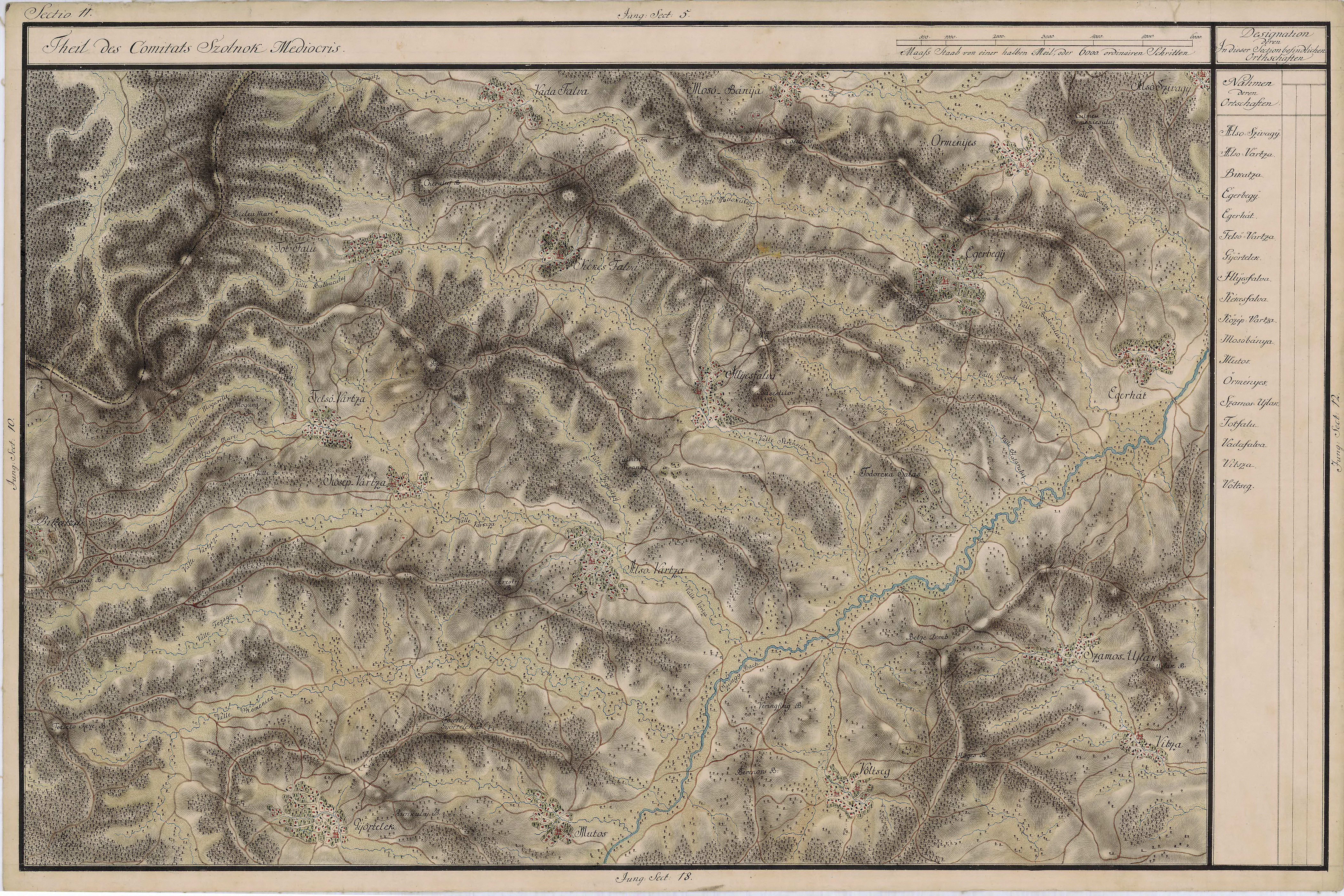
Ortiţa în Harta Iosefină a Transilvaniei

## Istoric
Numele vechi a localității este Oarța de Mijloc.
Prima atestare documentară: 1391 (Trywarcha). 

## Etimologie
Etimologia numelui localității: din top. Oarța (derivat din tema Oar- + suf. -ț + -a) + suf. -ița. 

## Demografie
La recensământul din 2011, populația era de 142 locuitori. 

## Monument istoric
- Biserica de lemn „Sf. Arhangheli Mihail și Gavril” (1832).